# Леві Секгапане
Леві Секгапане (англ. Levy Sekgapane; 16 грудня 1990, Крунстад, ПАР) — південноафриканський оперний співак (тенор).

## Біографія
Леві Секгапане народився 16 грудня 1990 року у Крунстаді. Закінчив Південноафриканський коледж музики (Кейптаунський університет).

## Нагороди
- Міжнародний конкурс вокалістів Монсерат Кабальє (1-ша премія, 2015)
- «Опералія», 1-ша премія (2017)